# Géographie de la Roumanie
Située dans le centre-est du continent européen, au nord-est des Balkans, la Roumanie s'étage sur les deux versants des Carpates, dans les bassins moyen (à l'ouest) et inférieur (à l'est) du Danube reliés par des nombreuses passes où se trouvent routes et voies ferrées. Il débouche, à l'est, sur la Mer Noire.

## Superficie

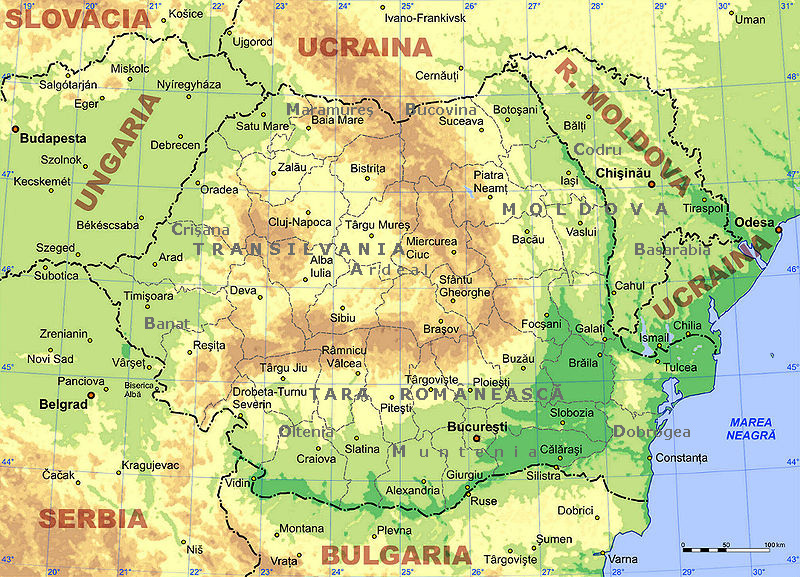
Carte topographique, régionale et administrative de la Roumanie et de son voisinage, avec les éléments physiques prédominants : la chaîne des Carpates, les collines et plaines du bassin du bas-Danube et la mer Noire, les régions historiques délimitées par la géographie physique, et les limites des județe.

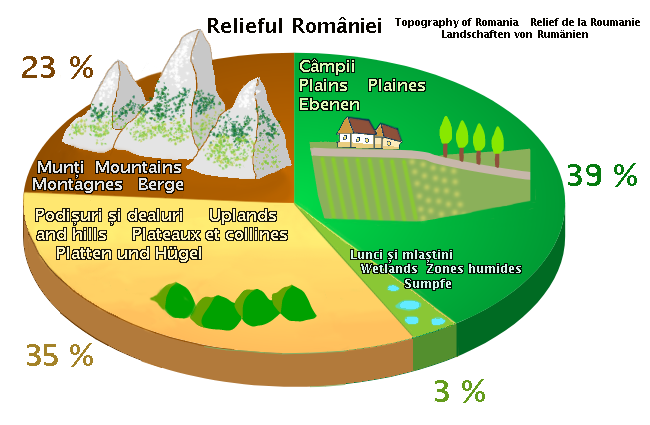
Le relief de la Roumanie.

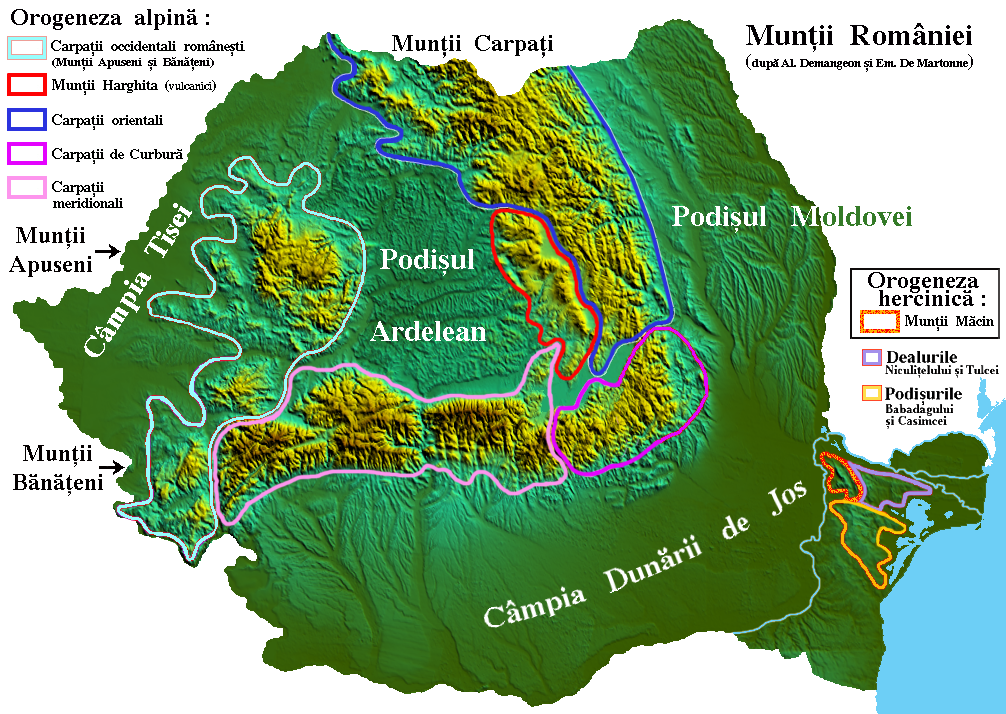
Les montagnes de la Roumanie, selon Emmanuel de Martonne (Géographie universelle, dir. Vidal de la Blache, vol. IV : Europe centrale, Paris, Armand Colin, 1930 & 1931).

La surface terrestre de la Roumanie est de 238 391 km2, soit la 79e place mondiale et la 12e européenne par sa superficie, qui représente approximativement 43 % de celle de la France. Sa surface aquatique est de 33 466 km2 dont 892 km2 d'eaux intérieures (fleuve et limans) et 32 574 km2 d'eaux maritimes, dont 4 487 km2 d'eaux territoriales (12 milles nautiques de la côte), 4 460 km2 d'eaux contigües (24 milles nautiques de la côte) et 23 627 km2 de zone économique exclusive. L'arrêt de la Cour internationale de justice du 3 février 2009 a également attribué à la Roumanie 9 700 km2 de zone économique exclusive en Mer Noire, mais, en revanche, le pays y a définitivement perdu l'Île des Serpents, attribuée à l'Ukraine (elle avait été occupée par l'URSS en 1948).

### Évolution de la superficie terrestre
- 120 732 km2 en 1878 (année de l'indépendance à l'issue de la guerre russo-turque de 1877-1878) ;
- 128 144 km2 en 1913 à l'issue de la deuxième guerre balkanique (agrandie de 7 412 km2 au détriment de la Bulgarie) ;
- 161 883 km2 début 1918 au traité de Bucarest (diminuée au profit de l'Autriche-Hongrie et de la Bulgarie, mais agrandie par la fusion avec la République démocratique moldave) ;
- 295 049 km2 fin 1918, à l'issue de la Première Guerre mondiale (agrandie au détriment de l'Autriche-Hongrie et de la Bulgarie) ;
- 193 097 km2 en 1940, à l'issue du pacte Hitler-Staline et des diktats de Hitler qui lui font perdre 101 952 km2 (soit 50 135 km2 cédés à l'URSS[2], 44 405 km2 cédés à la Hongrie et 7 412 km2 cédés à la Bulgarie) ;
- 238 415 km2 en 1947, à l'issue de la Seconde Guerre mondiale, au traité de paix de Paris où elle récupère les 44 405 km2 cédés à la Hongrie en 1940 ;
- 238 391 km2 depuis 1948 (diminuée des 24 km2 de plusieurs îles et de leurs eaux adjacentes au profit de l'URSS, aujourd'hui l'Ukraine).

Ainsi, au XXIe siècle la Roumanie compte 117 659 km2 de plus qu'au moment de son indépendance, issus de la dislocation de l'empire austro-hongrois.

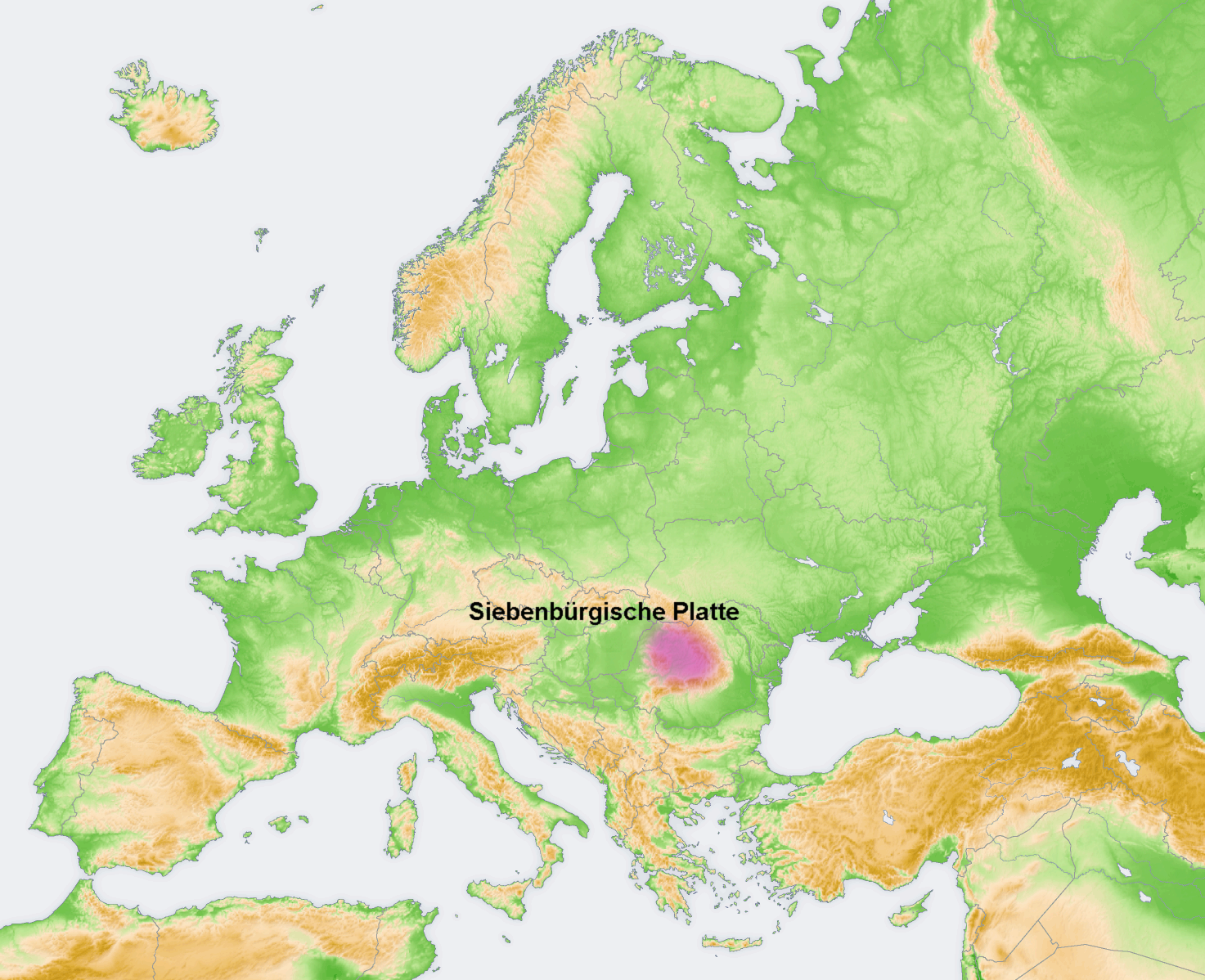
Le plateau transylvain en violet, déposé entre le Jurassique et le Miocène, puis creusé de vallées au Messinien.

### Régions traditionnelles
La Roumanie moderne s'étend sur plusieurs régions traditionnelles historiques, héritées de la géographie médiévale, dont certaines appartiennent pour partie à ses voisins.
- Au nord-ouest, la région appelée globalement Transylvanie comprend l'ancienne Principauté de Transylvanie proprement-dite, vassale de la Hongrie (aujourd'hui au centre de la Roumanie) et, à l'ouest, des parties de régions ayant jadis appartenu au royaume de Hongrie lui-même (partium) : Banat (partagé avec la Serbie où il fait partie de la Voïvodine), Crișana (partagée avec la Hongrie où elle se nomme Körösvidék) et Marmatie (partagée avec l'Ukraine : la partie roumaine s'appelle Maramureș, l'ukrainienne Ruthénie subcarpatique).
- Au sud, la région appelée globalement Valachie comprend l'Olténie, la Munténie et, selon les auteurs, la Dobrogée (d'autres auteurs comptent à part cette région partagée avec la Bulgarie : Dobrogea en roumain et Dobroudja en bulgare).
- Au nord-est, la région appelée globalement Moldavie comprend l'ancienne Principauté de ce nom, qui a subi deux partages :
  - le premier, ancien, en a détaché successivement l'ancienne Bessarabie en 1484-1538 au profit de l'Empire ottoman, la Bucovine en 1775 au profit de l'empire d'Autriche et la nouvelle Bessarabie (moitié orientale du pays) en 1812 au profit de l'Empire russe ; les noms de ces deux dernières régions ont été définis lors de cet ancien partage ;
  - le second partage, toujours en vigueur, date de 1940 : il laisse en Roumanie la moitié sud de la Bucovine et la moitié ouest de l'ancienne Principauté, en République de Moldavie les deux tiers de la nouvelle Bessarabie (moitié est de l'ancienne Principauté), et en Ukraine la moitié nord de la Bucovine, un fragment de la Moldavie occidentale (Herța) et un tiers de la nouvelle Bessarabie (Hotin au nord, Bougeac au sud).

S'il arrive parfois que des partis nationalistes agitent le passé roumain de ces régions, la Roumanie n'a aucune revendication territoriale et a reconnu par des traités avec ses voisins toutes ses frontières, à l'exception de quelques îles encore en litige avec l'Ukraine aux Bouches du Danube.

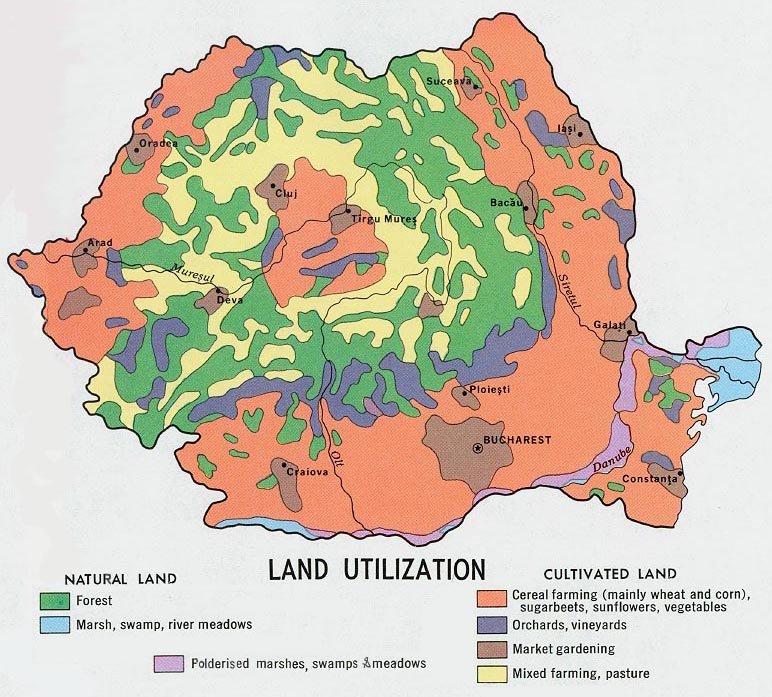
Carte de l'occupation des sols en Roumanie en 1970.

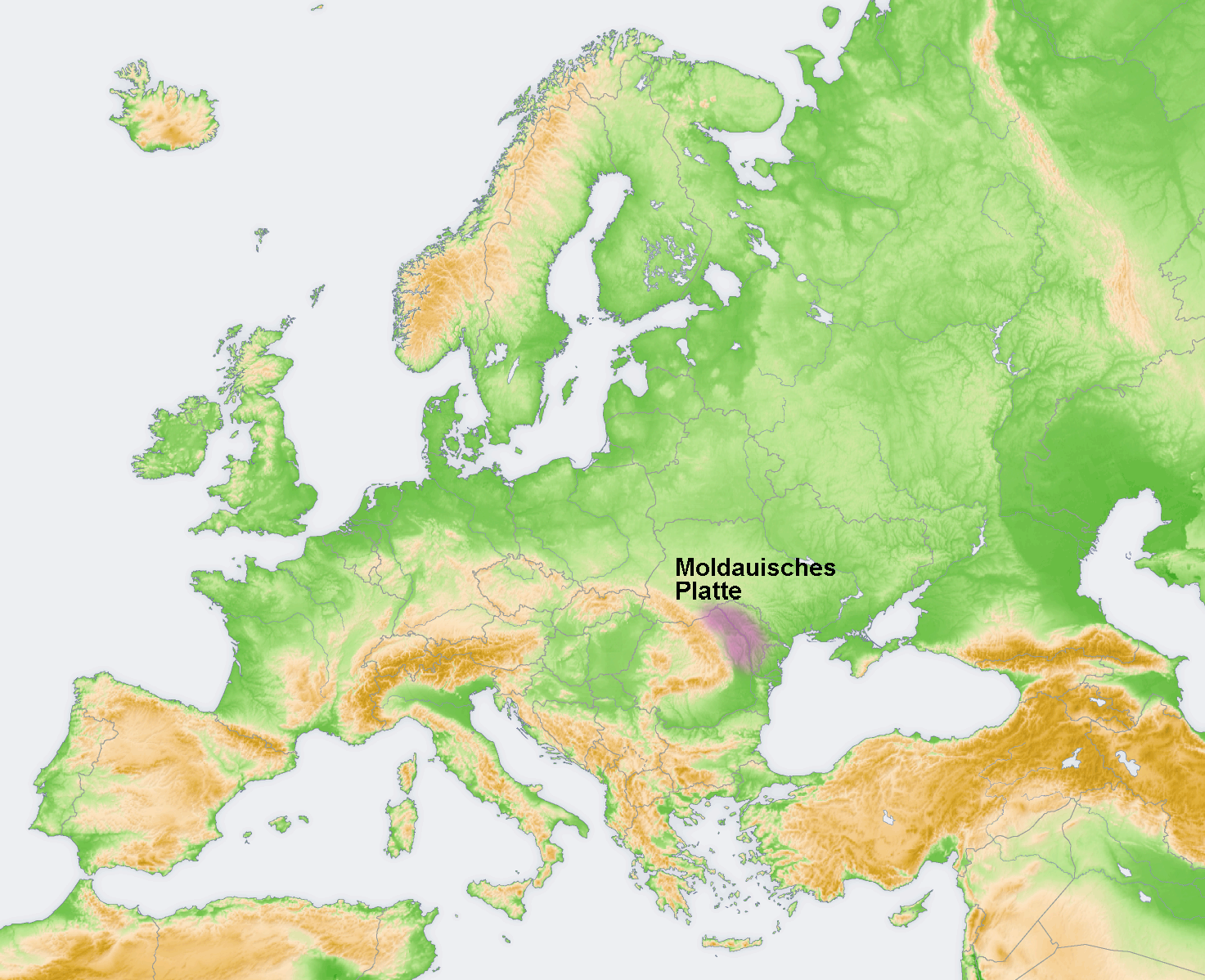
Le plateau moldave en violet, déposé entre le Jurassique et le Miocène, puis creusé de vallées au Messinien.

## Utilisation du sol
- terres arables : 41 % ;
- pâturages permanents : 21 % ;
- forêts et zones boisées : 29 % ;
- autres : 6 % (en 1993) ;
- terres irriguées : 31 020 km2 (en 1993).

## Ressources et risques naturels, environnement
- Ressources naturelles : pétrole, gaz naturel, charbon, minerais de fer, sel, terres arables, ressources hydrauliques.
- Risques naturels : séismes possibles dans le sud et le sud-ouest du pays, sécheresse, inondations.
- Environnement : la Roumanie a vu naître la géonomie et a été le premier État à signer le protocole de Kyoto, mais son modèle de développement actuel est essentiellement industriel et agro-intensif, avec une politique énergétique basée sur le thermique, le nucléaire et le tout-électrique, une politique des transports basée sur le tout-routier, et un urbanisme où dominent le béton, le verre et la climatisation électrique. Le recyclage des déchets est encore embryonnaire et de nombreuses décharges à ciel ouvert parsèment le territoire.

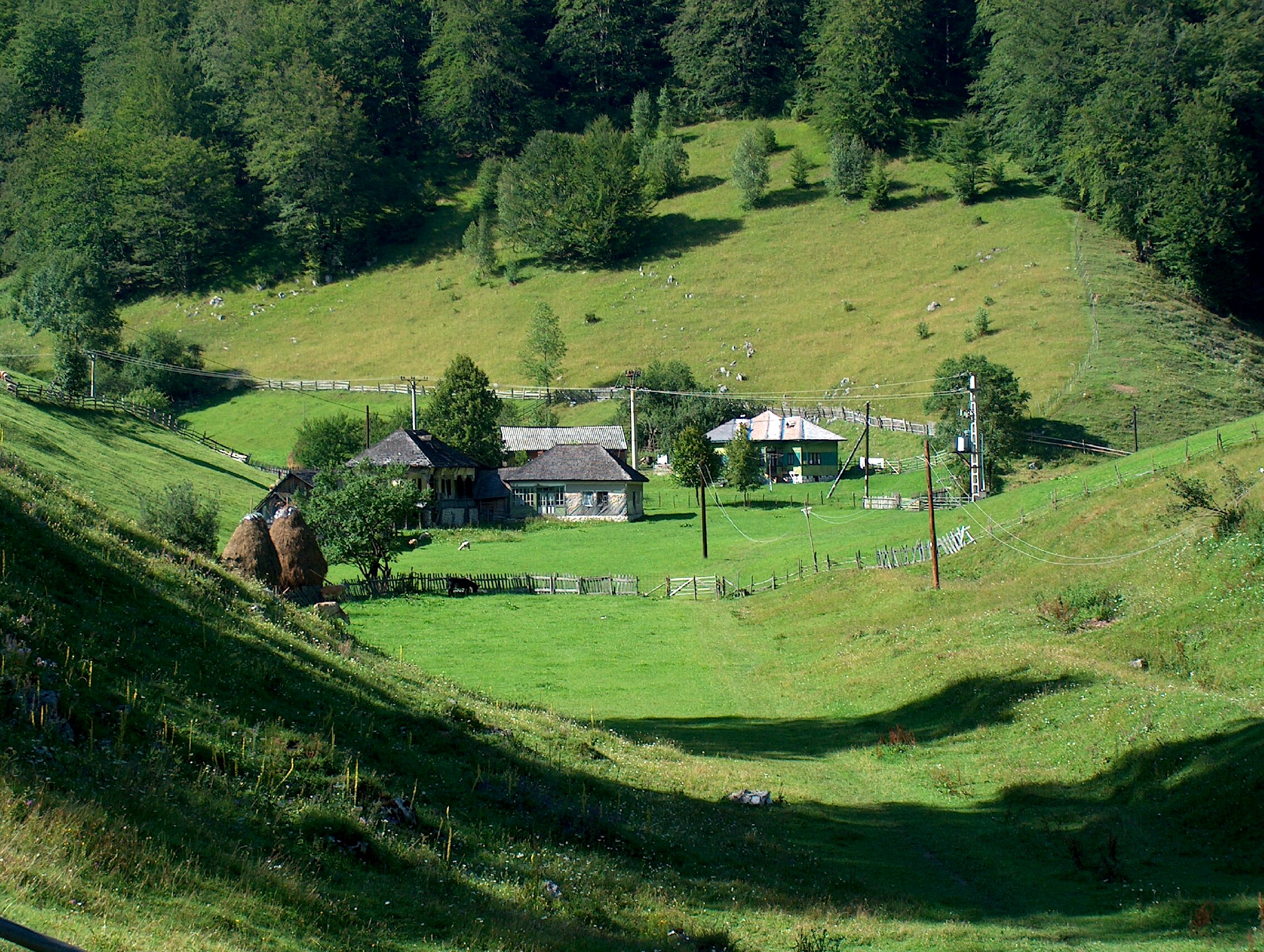
Une posada (ancienne clairière fortifiée des Roumains de Transylvanie).

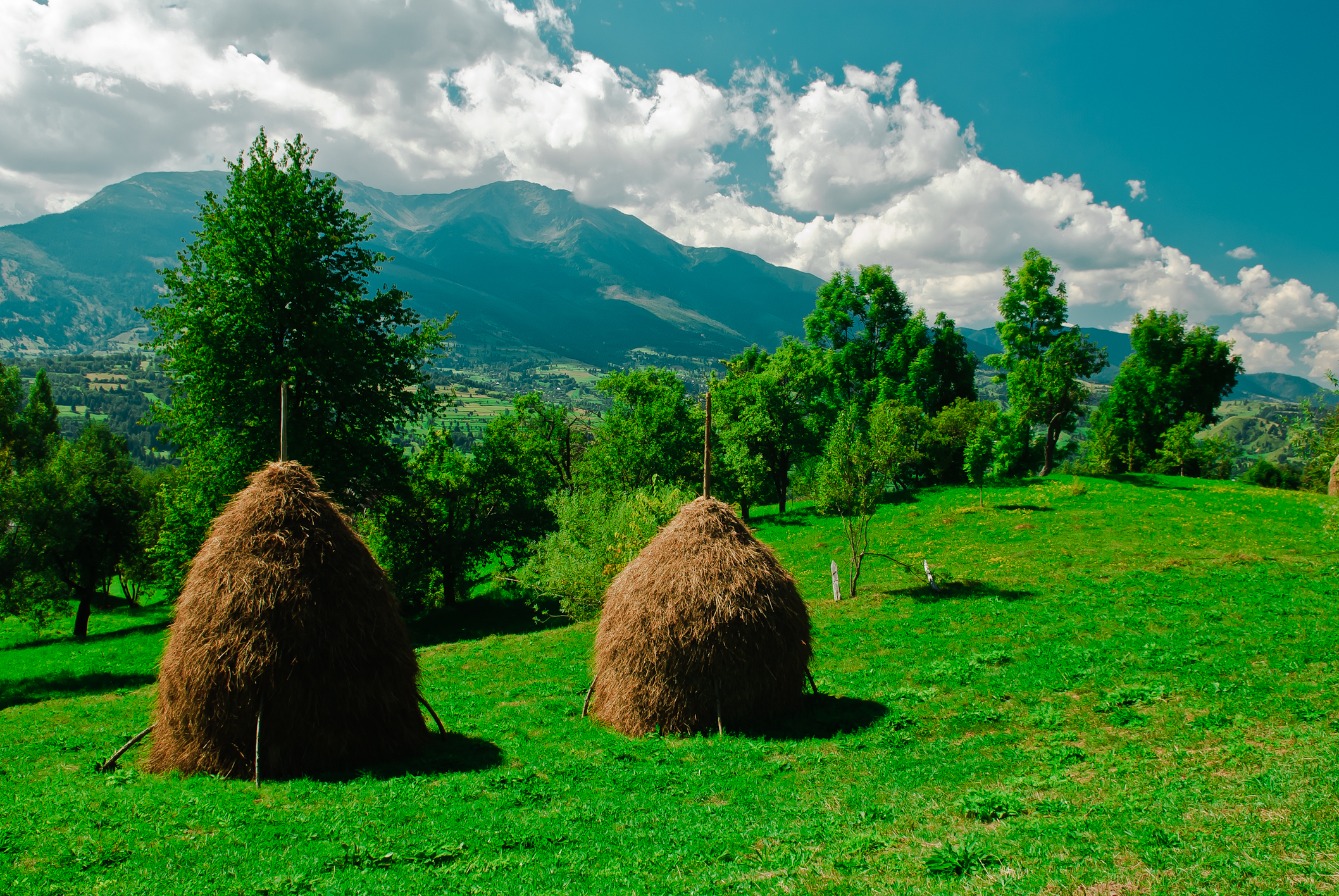
Les Carpates près de Borșa.

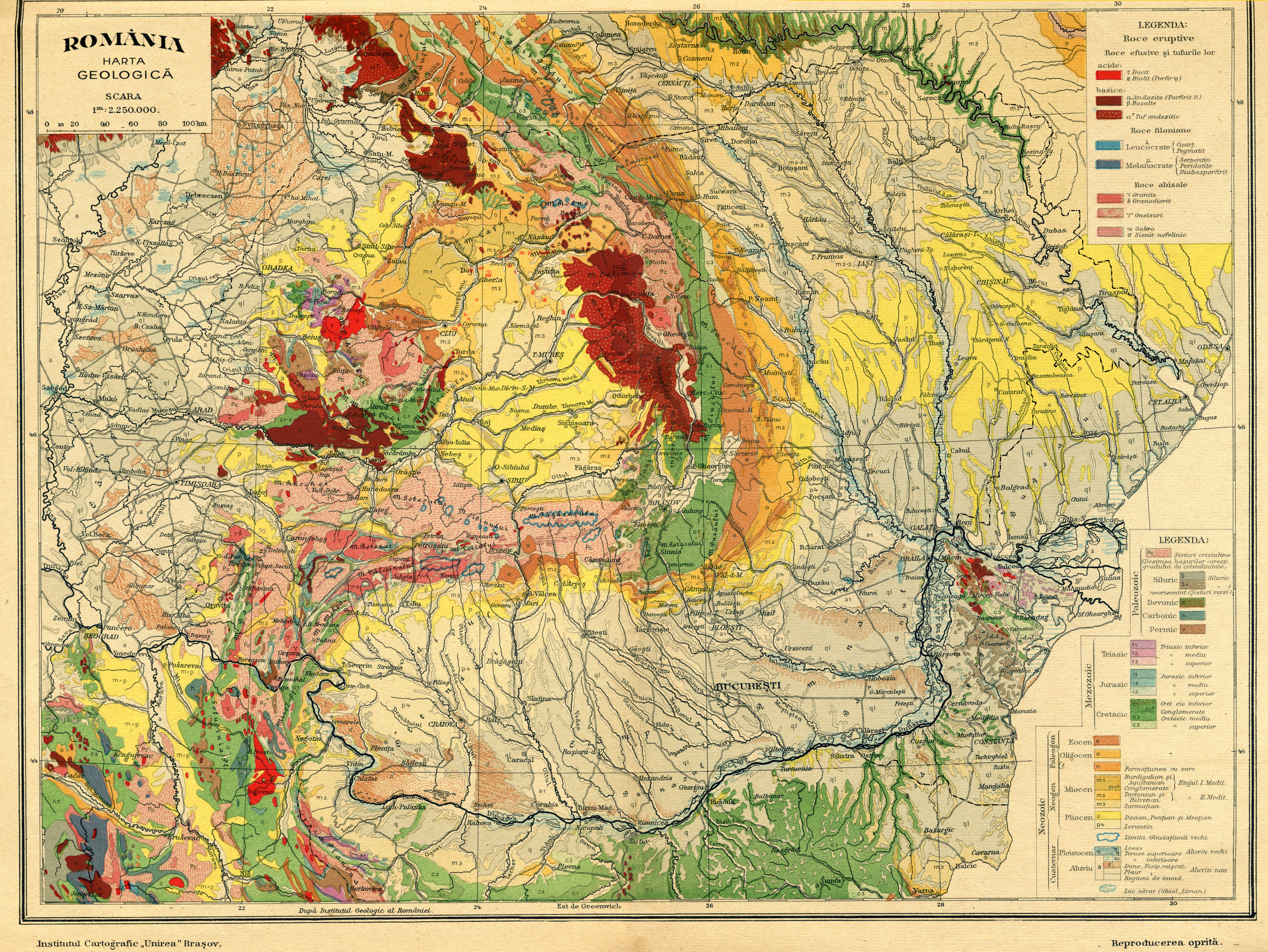
Géologie de la Roumanie et du voisinage.

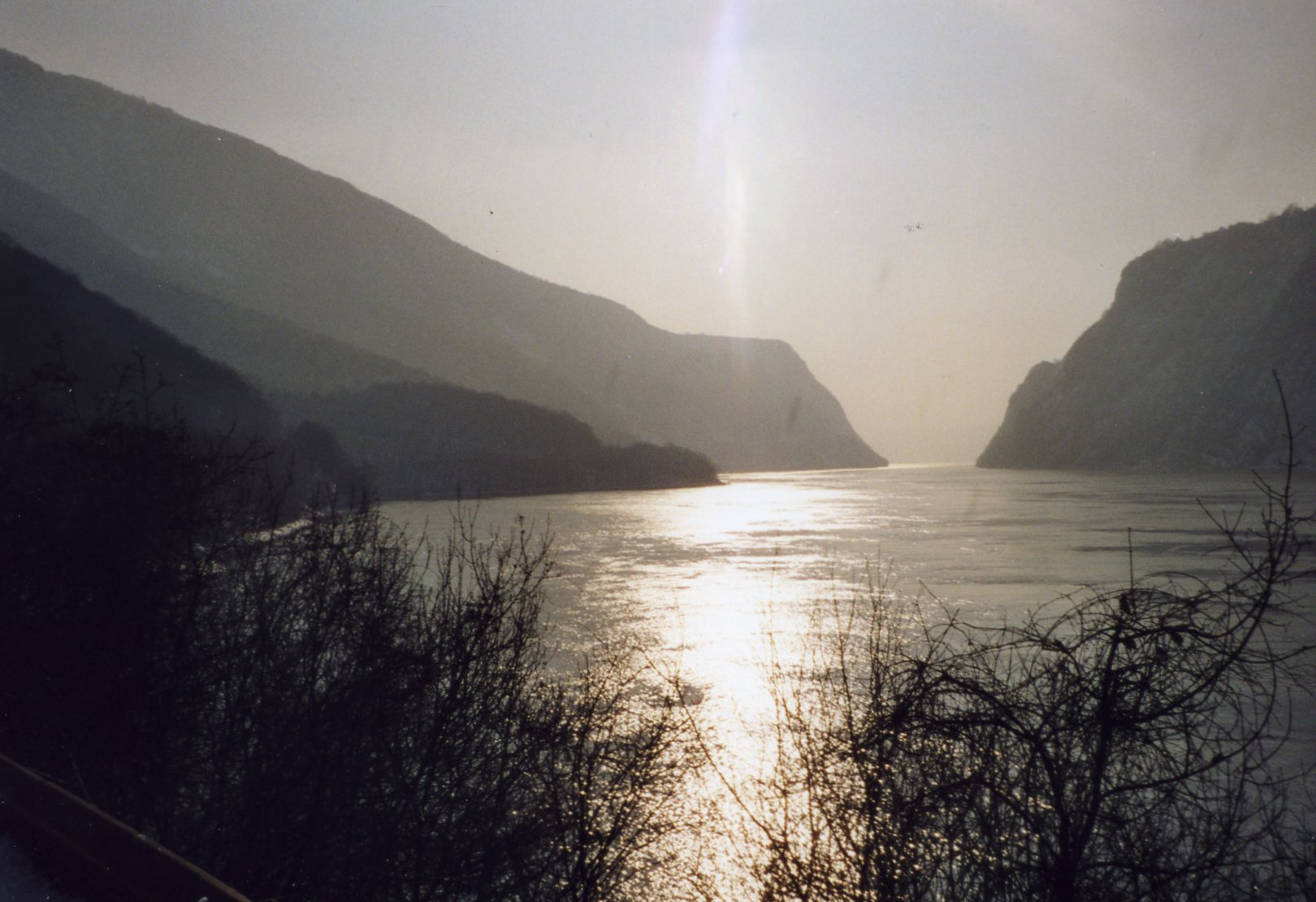
Le Danube près d'Orșova.

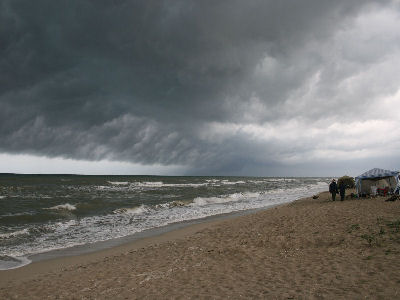
La mer Noire aux bouches du Danube.

## Relief et eaux

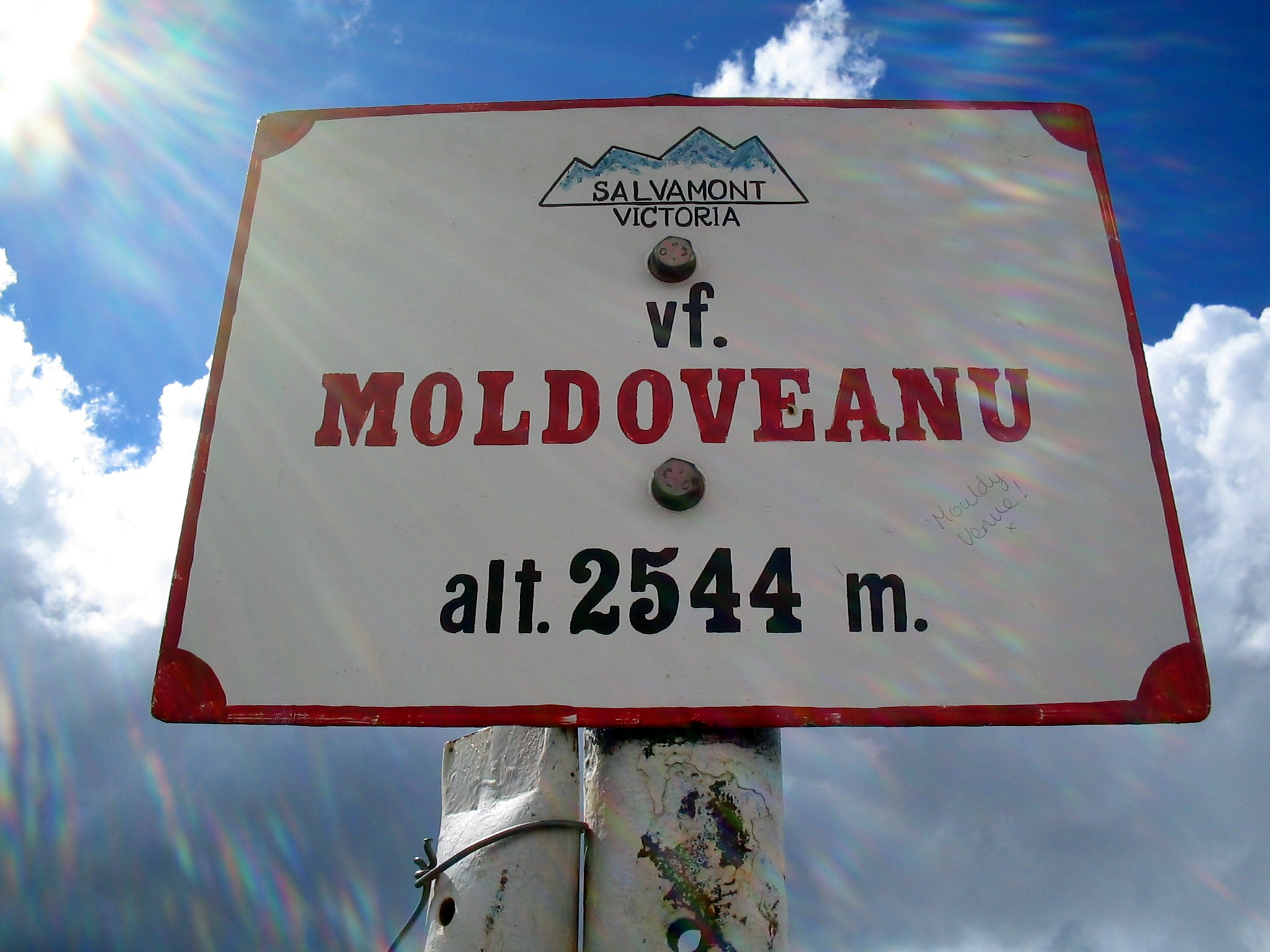
Le point culminant de la Roumanie.

La structure géographique de la Roumanie s'articule autour du plissement alpin des Carpates, des plaines qui l'entourent, du Danube et de la Mer Noire : les géographes roumains la définissent comme un « espace carpato-danubien » et parmi les anciens états médiévaux (principautés transylvaine, valaque et moldave) la première était séparée par les Carpates des deux autres, jadis appelés « principautés danubiennes ».
L'arc des Carpates (parfois écrit Carpathes, dont le nom vient de l'ancien peuple dace des Carpiens) forme un « D » dont la barre est formée par les Carpates occidentales roumaines, tandis que les Carpates orientales et les Alpes de Transylvanie (que les géographes roumains appellent « Carpates méridionales ») enserrent, respectivement à l'est et au sud, le plateau transylvain. Au nord-est des Carpates orientales, le plateau moldave s'étend du territoire roumain au territoire de la Moldavie.
Autour de ce massif montagneux qui culmine à 2 544 mètres au Mont Moldoveanu (« Moldave »), dans les monts Făgăraș, des piémonts s'abaissent en gradins jusqu'aux plaines du bassin du bas-Danube, parfois appelées « plaines danubiennes », et qui se poursuivent à l'ouest en Hongrie (Alföld, ou « plaine de Pannonie ») et à l'est, plus vallonnées, en Moldavie et en Ukraine (« plaine moldave »), tandis qu'au sud la « plaine valaque » est bordée par le Danube qui forme, de Vidin à Silistra, la frontière avec la Bulgarie, au relief plus élevé. À l'est, la Dobrogée, province maritime située entre le Danube et la Mer Noire, est un plateau lœssique au sud, tandis qu'au nord le massif du Măcin est d'âge hercynien, et le Delta du Danube, d'âge subactuel (il s'est formé depuis sept millénaires).
La quasi-totalité du territoire, à l'exception de quelques cours d'eau intermittents de Dobrogée qui coulent directement vers la Mer Noire, fait partie du bassin versant du Danube, dont les principaux affluents (Tisa, Someș, Mureș, Jiu, Olt, Argeș, Siret, Prut) se partagent l'étendue, les trois premiers coulant vers l'ouest avant de rejoindre le Danube par la Hongrie et la Serbie (bassin du moyen-Danube), les autres coulant vers le sud-est (bassin du bas-Danube).
Les plaines sont parsemées de nombreux lacs (on en voit au nord de Bucarest) formés par les méandres élargis des rivières. Sur le cours aval des principaux cours d'eau et le long du Danube, s'étendaient jadis de vastes zones humides ("lunca Dunării"), exutoires des crues et frayères à poissons, en grande partie détruites durant les grands travaux de la gouvernance Ceaușescu, à l'exception des trois quarts du Delta du Danube, sauvés par la chute de la dictature. Leur disparition, compte tenu du climat du pays, provoque régulièrement des crues catastrophiques et a beaucoup réduit la productivité halieutique.

## Géologie
La position de la Roumanie à la jonction de plusieurs micro-plaques tectoniquement actives (micro-plaques scythique, anatolique, mœsique et transylvaine) détermine sa structure géologique articulée autour de l'orogenèse alpine, dont les Carpates sont un élément, et dont la boucle sud-est est souvent l'épicentre de séismes, comme ceux de 1940 et de 1977. À l'intérieur de cette boucle, le plateau transylvain est surélevé (altitude moyenne 220 m) par rapport aux plaines moldave et valaque. La première est vallonnée par une érosion accentuée au Messinien, alors que le niveau hydrologique de base était très bas et que les cours d'eau ont profondément entaillé le substrat. Ultérieurement, le fond de ces entailles a été en partie comblé. La seconde, comblée plus généreusement au Cénozoïque par les alluvions fluviatiles du Danube, est plus plate. Les roches les plus anciennes, d'âge hercynien, affleurent au sud-est, en Dobrogée. Au Néozoïque des sédiments récents, continentaux, voire éoliens, se sont déposés sur les alluvions fluviatiles et sur les plateaux, avant d'être remaniés par la fonte post-Würmienne. La plaine valaque est largement recouverte de dépôts de lœss.

## Climat

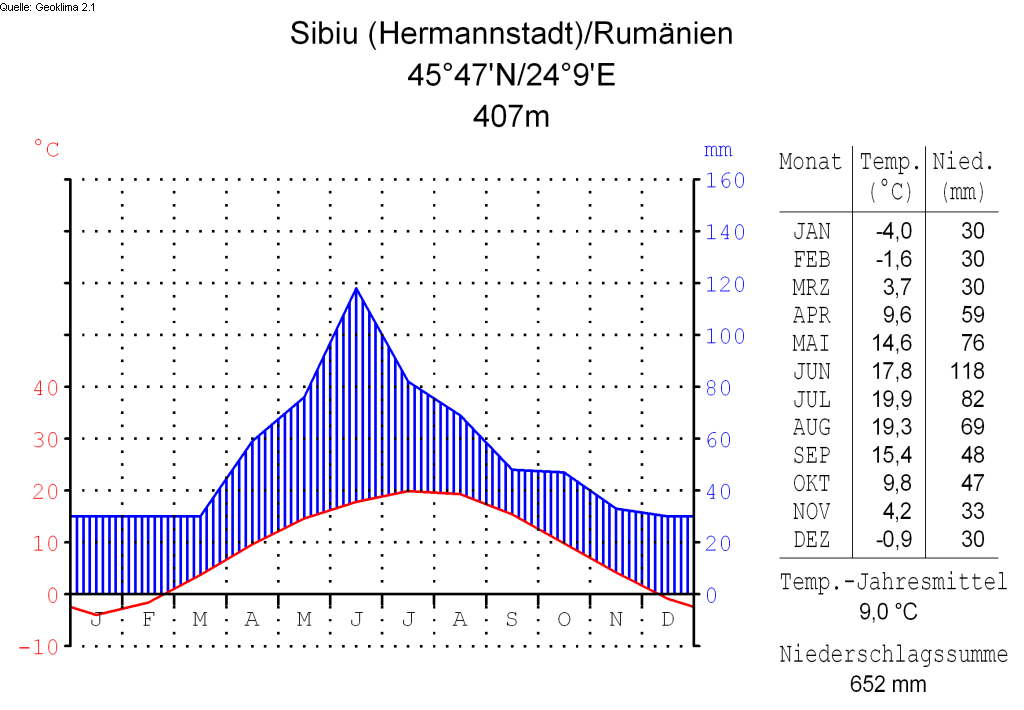
Températures et précipitations moyennes à Sibiu

La position de la Roumanie lui confère un climat continental, marqué en Valachie et en Moldavie, plus modéré en Transylvanie. Des hivers longs et parfois sévères (de décembre au début mars), des étés chauds (de juin à début septembre), et un automne prolongé (septembre à novembre) sont les saisons principales, avec une transition rapide entre le printemps et l'été. Le climat est moins contrasté près de la mer Noire : on parle d'influences pontiques.

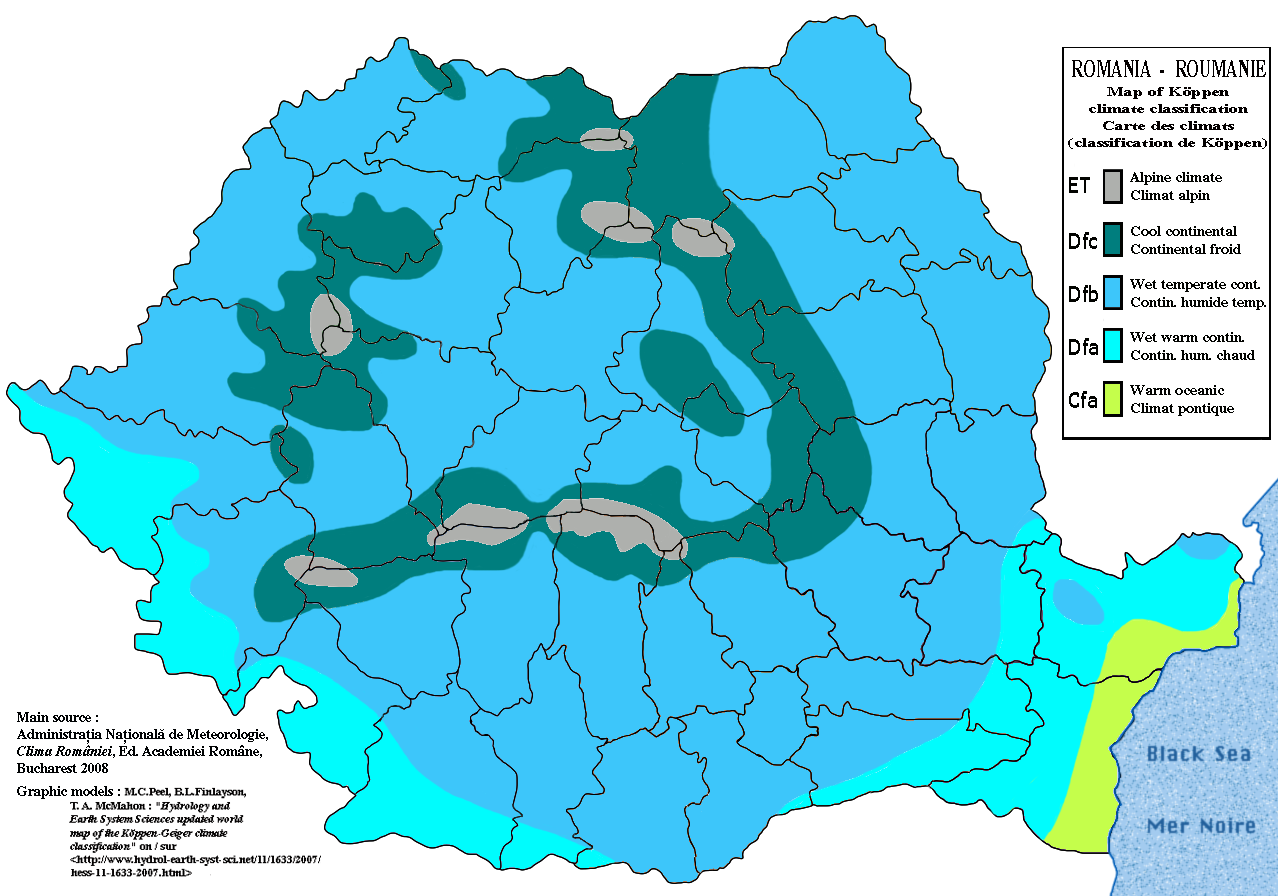
Le climat de la Roumanie selon la classification Köppen et selon Clima României, éd. de l'Académie roumaine, Bucarest 2008.
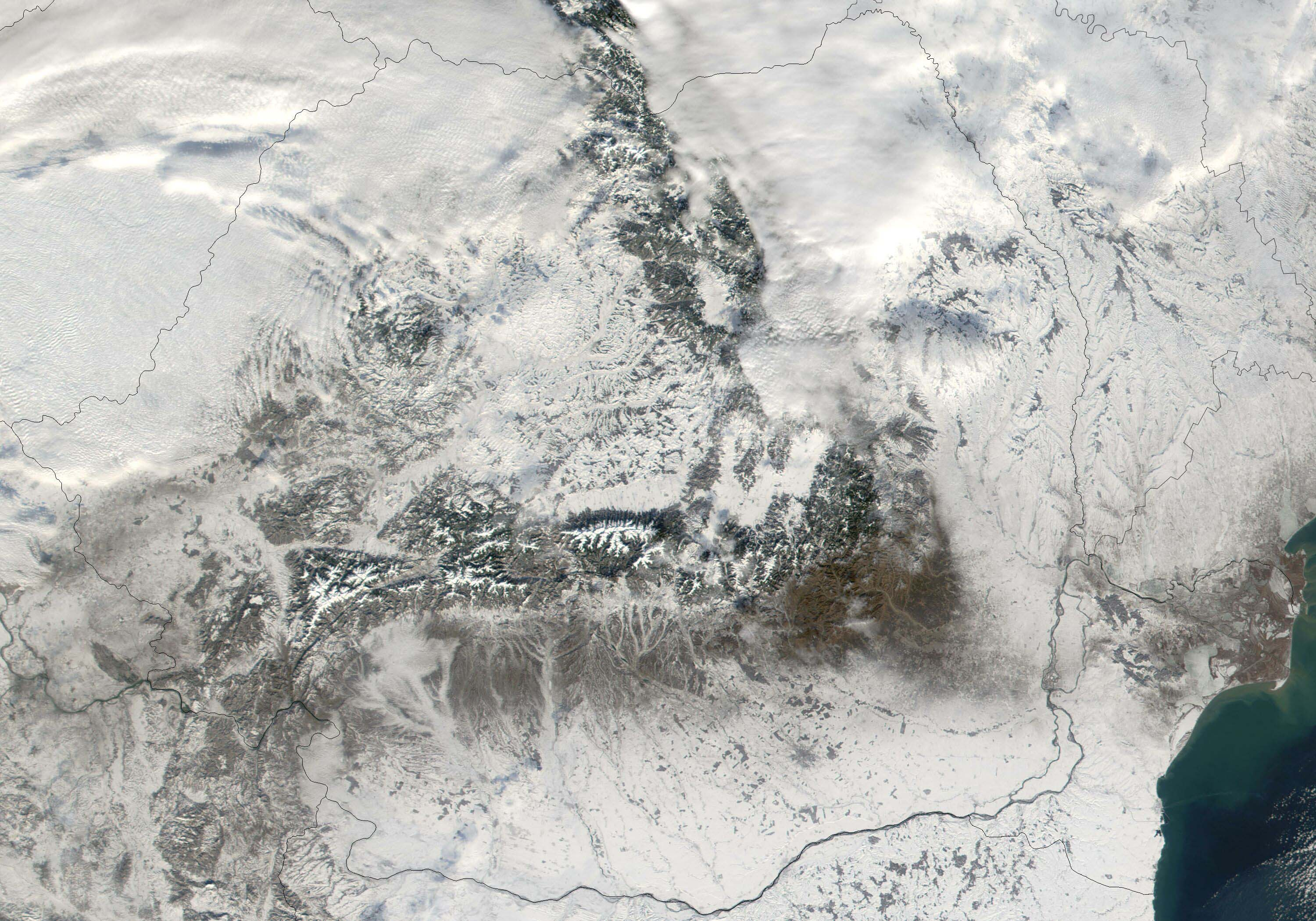
Vue de satellite en décembre : la Roumanie couverte de neige et les limans gelés.
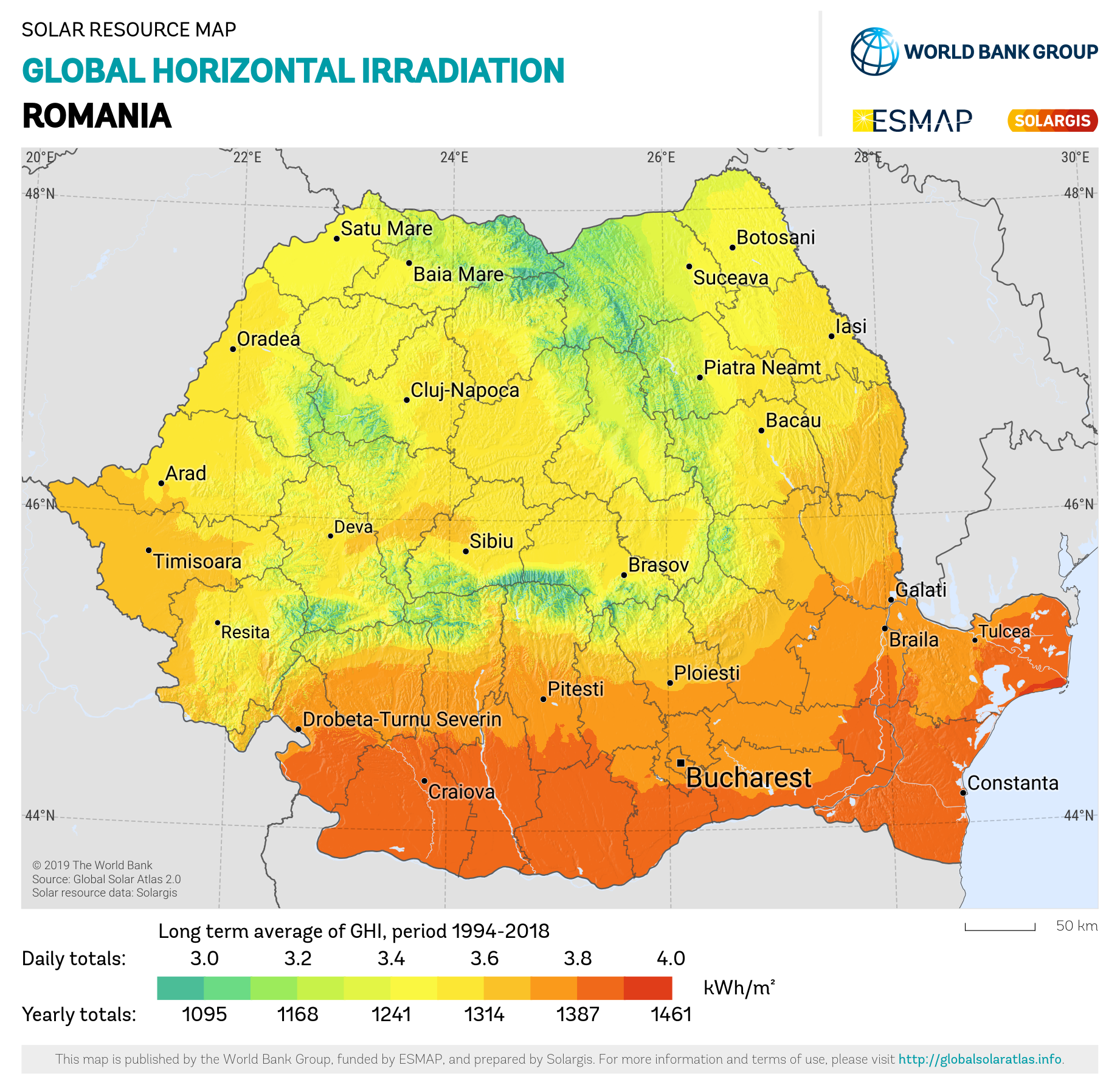
L'irradiation solaire horizontale en Roumanie, SolarGIS 2011.

La pluviométrie, globalement modeste, est surtout estivale (sous forme d'orages), et il y a parfois de fortes précipitations en automne. La déforestation et un urbanisme très insouciant des considérations environnementales, ont accentué les contrastes, tant thermiques que pluviométriques, de sorte que des alternances canicule/gel et sécheresse/inondations se sont mises en place. Les températures sont généralement plus élevées en ville : si, dans la "plaine valaque", la température moyenne en janvier est généralement de −8 °C et la température moyenne en juillet est de 24 °C, à Bucarest en revanche, où depuis quarante ans les constructions massives en béton et verre prolifèrent au détriment des zones pavillonnaires et des jardins, les moyennes sont plutôt de −2 °C en hiver, et de 29 °C en été, avec des pointes de plus en plus fréquentes à 35 °C, voire 40 °C.

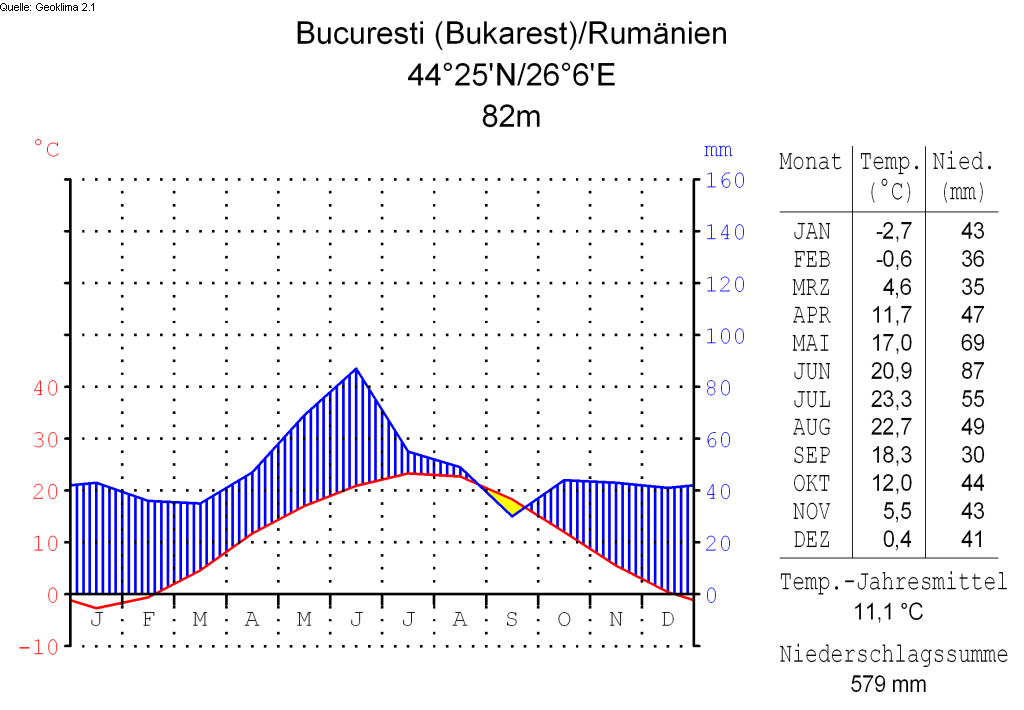
Températures et précipitations moyennes à Bucarest

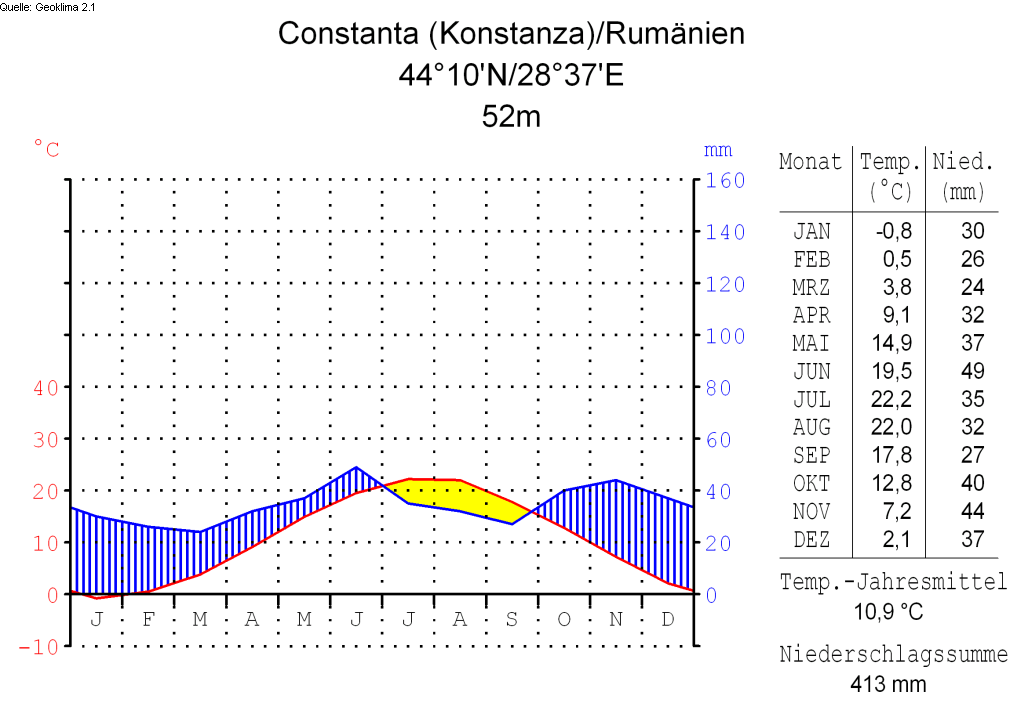
Températures et précipitations moyennes à Constanța

| Mois                   | jan.  | fév. | mars  | avril | mai  | juin | jui. | août | sep. | oct.  | nov.  | déc.  | année |
| ---------------------- | ----- | ---- | ----- | ----- | ---- | ---- | ---- | ---- | ---- | ----- | ----- | ----- | ----- |
| Record de froid (°C)   | −38,5 | −38  | −31,4 | −26   | −16  | −12  | −8   | −7   | −15  | −21,3 | −30,8 | −34,5 | −38,5 |
| Record de chaleur (°C) | 22,2  | 26   | 32,8  | 35,5  | 40,8 | 42   | 44,3 | 44,5 | 43,5 | 39    | 30    | 23,3  | 44,5  |

| Mois                   | jan. | fév. | mars | avril | mai | juin | jui. | août | sep. | oct. | nov. | déc. | année |
| ---------------------- | ---- | ---- | ---- | ----- | --- | ---- | ---- | ---- | ---- | ---- | ---- | ---- | ----- |
| Record de froid (°C)   | −32  | −26  | −19  | −4    | 0   | 5    | 8    | 7    | 0    | −6   | −14  | −23  | −32   |
| Record de chaleur (°C) | 16   | 20   | 29   | 34    | 37  | 39   | 43   | 42   | 39   | 35   | 24   | 18   | 43    |
| Précipitations (mm)    | 40   | 36   | 38   | 47    | 70  | 77   | 64   | 58   | 42   | 32   | 49   | 43   | 595   |
| Humidité relative (%)  | 87   | 84   | 73   | 63    | 63  | 62   | 58   | 59   | 63   | 73   | 85   | 89   | 71,6  |

| Mois                   | jan.  | fév. | mars  | avril | mai  | juin | jui. | août | sep. | oct.  | nov.  | déc.  | année |
| ---------------------- | ----- | ---- | ----- | ----- | ---- | ---- | ---- | ---- | ---- | ----- | ----- | ----- | ----- |
| Record de froid (°C)   | −24,7 | −25  | −12,8 | −4,5  | 1,8  | 6,4  | 7,6  | 8    | 1    | −12,4 | −11,7 | −18,6 | −25   |
| Record de chaleur (°C) | 18,3  | 24,5 | 30,8  | 31,9  | 36,9 | 36,9 | 38,5 | 36,8 | 34,8 | 31    | 26,5  | 21    | 38,5  |
| Précipitations (mm)    | 30    | 29   | 26    | 30    | 38   | 40   | 30   | 33   | 29   | 31    | 42    | 38    | 396   |

| Mois                   | jan.  | fév.  | mars  | avril | mai  | juin | jui. | août | sep. | oct. | nov.  | déc.  | année |
| ---------------------- | ----- | ----- | ----- | ----- | ---- | ---- | ---- | ---- | ---- | ---- | ----- | ----- | ----- |
| Record de froid (°C)   | −31,8 | −26,4 | −24,7 | −11,1 | −2,1 | 1,2  | 4,2  | 1    | −3,6 | −9,4 | −18,7 | −26,7 | −31,8 |
| Record de chaleur (°C) | 17,8  | 21,3  | 28,2  | 29,9  | 32,2 | 35,4 | 38,3 | 39   | 33,6 | 31,7 | 25,9  | 17,8  | 39    |
| Précipitations (mm)    | 28    | 26    | 31    | 54    | 78   | 99   | 86   | 68   | 51   | 42   | 34    | 30    | 627   |

## Frontières

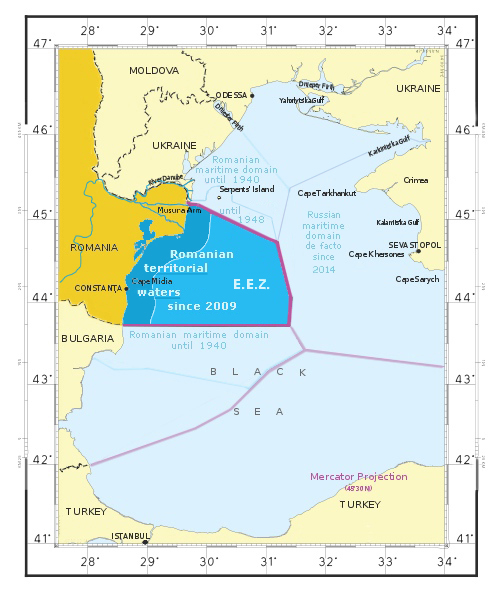
En bleu foncé, les eaux territoriales et la zone économique exclusive de la Roumanie en Mer Noire, délimitées depuis 2009.

Les frontières roumaines ont une longueur totale de 2 956,5 km, dont 1 118 km terrestres, 1 785 km fluviales et 54 km en mer (eaux territoriales) ; sa côte maritime compte 245 km de longueur. 1 877,2 km sont aussi des frontières de l'Union européenne. Aucun litige ne grève ces limites, à une menue exception près, sur le bras danubien de Chilia et à son embouchure, dans le golfe de Musura. Ces frontières mettent la Roumanie en contact avec cinq pays voisins : la Hongrie, la Serbie, la Bulgarie, la Ukraine et la République de Moldavie (à l'Est de la province roumaine de Moldavie).

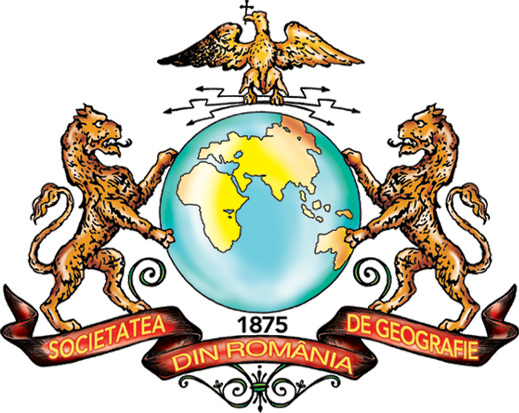
Le logo de la Société de Géographie de Roumanie.

La frontière entre la Hongrie et la Roumanie, longue de 448 km, ainsi que la moitié ouest (à travers le Banat) de celle avec la Serbie longue de 256,5 km, ont été tracées fin 1918 par la commission inter-alliée « Lord », où le géographe français Emmanuel de Martonne joua un rôle essentiel. Le talweg du Danube était déjà, depuis le Moyen Âge, la frontière entre la Valachie et l'Empire ottoman mais la moitié est de la frontière avec la Serbie (289,5 km) ainsi que la frontière avec la Bulgarie (631,3 km) ont été fixées en 1878. La majeure partie des 649,5 km de frontière entre la Roumanie et l'Ukraine, ainsi que celle de 681,4 km avec la Moldavie sur le Prut, datent du pacte Hitler-Staline de 1939 et ont été fixées sur le terrain en juin 1940 puis validées par le Traité de Paix de Paris de 1947, mais de menus territoires occupés par l'URSS en 1948 ont été en litige entre la Roumanie (qui en réclamait la restitution) et l'Ukraine (qui les a hérités de l'URSS). Il s'agit de cinq îles du bras danubien de Chilia et de l'Île des Serpents en mer Noire, que la Roumanie a abandonnées à l'Ukraine par le traité frontalier de Constanza en 1997. Le plateau continental des bouches du Danube, dont les 12 200 km2 semblent receler 100 milliards de mètres cubes de gaz, restait en litige. Saisie à ce sujet, la Cour internationale de justice de La Haye a rendu son arrêt le 3 février 2009, attribuant 2 500 km2 à l'Ukraine, et 9 700 km2 à la Roumanie, mais le petit golfe de Musura, à l'embouchure du bras de Sulina, a été remis en litige par l'Ukraine depuis 2010.